# Cleavon Frendo
Cleavon Frendo (1º luglio 1985) è un ex calciatore maltese.

## Carriera

### Nazionale
Ha collezionato 9 presenze con la propria Nazionale.